# Fernand Feyaerts
Fernand Feyaerts (1880 - 11 de julho de 1927) foi um jogador de polo aquático e oficial belga, medalhista olímpico.
Fernand Feyaerts fez parte do elenco medalha de prata de Paris 1900 e Londres 1908. Era membro do Brussels Swimming and Water-Polo Club.